# Pyrgulina ventricosa
Pyrgulina ventricosa är en snäckart som beskrevs av Donald S. Horning och Mermod 1925. Pyrgulina ventricosa ingår i släktet Pyrgulina och familjen Pyramidellidae. Inga underarter finns listade i Catalogue of Life.